# Compeed
Compeed — бренд средств для ухода за кожей, в частности гидроколлоидных гелевых пластырей для заживления мозолей, сухих мозолей (натоптышей) и герпеса на губах, а также крема от трещин на пятках,  разработанный датской компанией Coloplast A/S. Бренд был куплен Johnson & Johnson в мае 2002 года, однако пластыри до сих пор производятся на предприятии Coloplast A/S.
Изначально продукт предназначался для лечения стомированных больных.

## История бренда
1981 – Компания Colorplast разрабатывает технологии перевязки на основе гидроколлоида.
1987 – Compeed зарегистрирован в США как торговая марка в категории пластырей под серийным номером 73589785.
1988 – Compeed получил одобрение FDA.
2002 – Пластырь Compeed X-TREME Flex, разработанный Яном Маркуссеном, входит в коллекцию дизайна Нью-Йоркского музея современного искусства.
2004 – Compeed X-TREME Flex получает премию Danish Design Award.

## Технологии
Гидроколлоидный пластырь Compeed содержит натрий-кроскармеллозу (поперечно-сшитую карбоксиметилцеллюлозу натрия, водорастворимый полимер), а также желатин и смолы для повышения клейкости. Верхний слой пластыря выполнен из полиуретановой плёнки и эластомера и гарантирует прилегание к коже в движении, защиту от инфекции и влаги.
При контакте с повреждённой тканью пластырь Compeed поглощает жидкость, образуя так называемую «вторую кожу». Этот слой защищает нервные окончания и уменьшает боль от повреждения.